# Klub deutscher Künstlerinnen

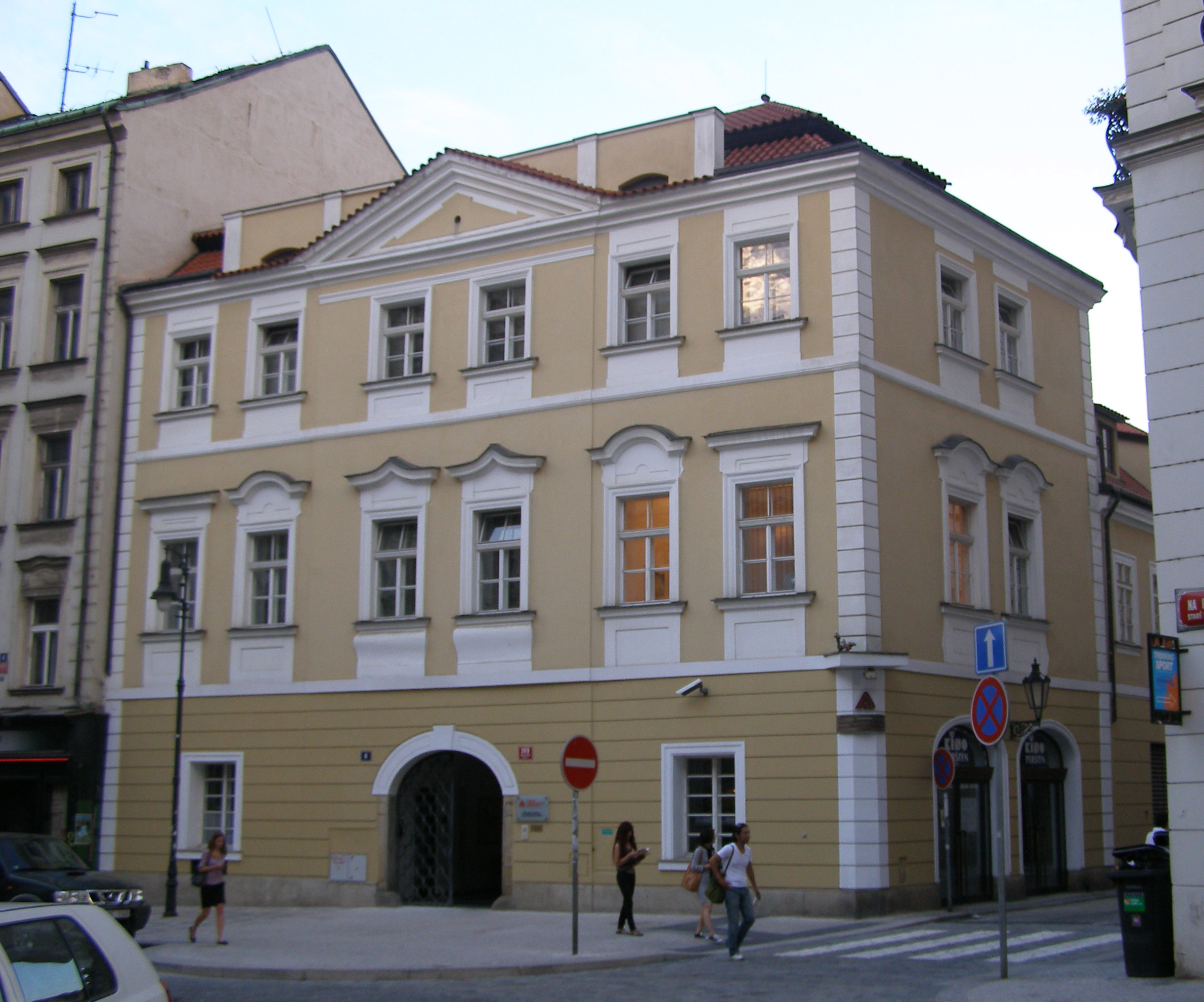
Na Perštýně 6/359, Haus des Klubs deutscher Künstlerinnen um 1916–1939

Der Klub deutscher Künstlerinnen war eine Vereinigung in Prag von 1906 bis 1939.

## Geschichte

### Gründung
Im November 1906 gründete Ida Freund mit anderen Mitgliedern aus der Kunstabteilung des Vereins „Frauenfortschritt“ den Klub deutscher Künstlerinnen in Prag. Dieser sollte die Interessen von Künstlerinnen stärker vertreten, mit der Unterstützung in organisatorischen, rechtlichen und finanziellen Angelegenheiten, sowie mit vielfältigen Angeboten der Weiterbildung und Begegnung. Es sollte ein Ort sein, wo Frauen sich auch ungezwungen treffen konnten, zum  Kaffee trinken, rauchen oder Billard spielen. Die Mitglieder kamen vor allem aus der deutschsprachigen Mittel- und Oberschicht, es gab kaum Kontakte zu entsprechenden tschechischen Vereinen.

### Aktivitäten
Der Klub entwickelte bald vielfältige Aktivitäten, mit Vorträgen zu Themen aus Kultur, Kunst, Philosophie, Ethik usw., Lesungen, Konzerten, Kunstausstellungen, Modenschauen und Tanzveranstaltungen, es gab ein Salonorchester. Diese waren auch für Nichtmitglieder zugänglich.

„Hier sieht man schon Begeisterung
 Des Tangotanzes edlen Schwung.
 So tanzt man mit graziösem Schub
 Im deutschen „Künstlerinnenklub““

Daneben wurden auch Kurse zu unterschiedlichen Bereichen angeboten.
Der Klub deutscher Künstlerinnen entwickelte sich in den nächsten Jahren zu einem der wichtigsten Veranstalter für anspruchsvolle Kultur in Prag, mit häufigen Angeboten. In den Kriegsjahren ab 1914 gab es öffentliche Volksküchen, diese wurden in den 1920er Jahren für ärmere Berufstätige, Studenten, Mittellose usw. im Klubhaus fortgeführt.

### Letzte Jahre
1928 wurde der Name in Klub deutscher Künstlerinnen und Kunstfreunde erweitert, es konnten nun auch Männer reguläre Mitglieder werden.
In den folgenden Jahren nahmen religiöse Themen einen breiteren Raum ein.
Von Anfang 1939 sind die letzten Aktivitäten bekannt, danach wurde der Klub, wie andere Frauenvereine auch, nach der deutschen Besetzung der Stadt wahrscheinlich aufgelöst.

### Nachwirkungen
Danach geriet der Klub deutscher Künstlerinnen fast vollständig in Vergessenheit. In der tschechischen Geschichtsschreibung wurde die deutsche Kulturgeschichte der Stadt über mehrere Jahrzehnte fast völlig ignoriert. Dazu spielten Frauen in der Prager deutschsprachigen Kunstszene ihrer Zeit ohnehin nur eine äußerst marginale Rolle und wurden dementsprechend auch in der west- und ostdeutschen Kunstgeschichte der folgenden Jahrzehnte nicht beachtet. Es gab auch keine übermäßig prominenten Namen bei den wichtigen Akteurinnen.
Dennoch spielte der Klub deutscher Künstlerinnen eine wichtige Rolle für die beteiligten Frauen sowie für das Kulturleben der Stadt.

### Adressen
- Postgasse/Karoliny Světlé 7/1018, 1906–1912[9]
- Riegerkai/Masarykovo nábř. 32, 1912/1913–nach 1915[10]
- Bergsteingasse/Na Perštýně 6/359, vor 1917–1939[11]

## Veranstaltungen
Es gab zahlreiche Gäste als Vortragende oder Künstler.
Vorträge
Referenten waren Wissenschaftler wie Christian von Ehrenfels, August Sauer, Literaten wie Max Brod, Felix Weltsch und Oskar Baum (vom Prager Kreis), die Ausdruckstänzerin Valeria Kratina und der Anthroposoph Rudolf Steiner.
Lesungen
Es gab zahlreiche Lesungen.
Die bekannteste Schriftstellerin war Else Lasker-Schüler 1913 mit ihrem einzigen Auftritt überhaupt in Prag. Sie wurde begleitet von Paul Zech. Außerdem lasen im Klub deutscher Künstlerinnen fast alle deutschsprachigen Prager Dichter, für einige gehörten diese zu den frühesten öffentlichen Auftritten überhaupt. Auch die damals bekannte Schauspielerin Lia Rosen las Dichtertexte.
Ausstellungen
Es wurden regelmäßig Kunstausstellungen gezeigt, sowohl Sammelausstellungen von Mitgliedern, als auch Einzelausstellungen, meist von jüngeren Künstlerinnen und Künstlern.
Die Neukunstgruppe um Egon Schiele hatte 1910 hier ihre zweite Ausstellung, der Maler Friedrich Feigl hatte 1912 eine Einzelausstellung.
Konzerte
Es wurden regelmäßig Solistinnen (seltener Solisten) aus den Prager Theatern und von außerhalb eingeladen.
Modenschauen
Die Schwestern Berger aus Berlin zeigten Teile ihrer Kollektion 1916.

## Persönlichkeiten
Präsidentinnen
- Hedda Sauer, Publizistin, 1906–vor 1910
- Sophie von Herget-Dittrich, Pianistin, vor 1910–1918
- Tonia von Procházka, Sängerin, 1920–1928
- Gertrude Volkner, 1929
- Else Breinl, 1930–1938
- Anna Eppinger, 1939

Weitere Mitglieder
- Hedwig Rosenbaum, Geschäftsführerin 1906
- Marianne Wulf